# استنواسمویر
استنواسمویر (به انگلیسی: Stenhousemuir) یک شهرک در اسکاتلند است.

## نگارخانه

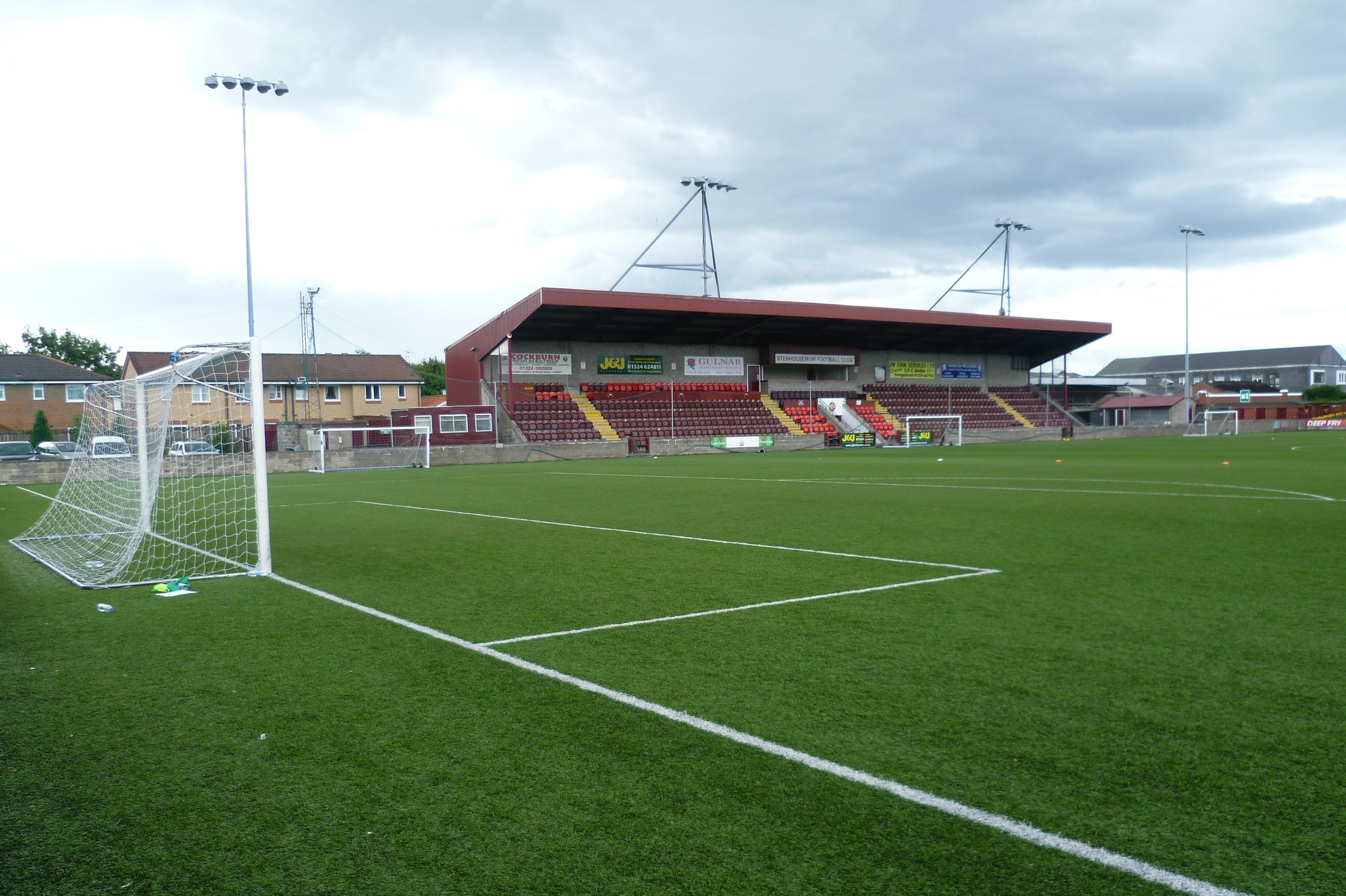
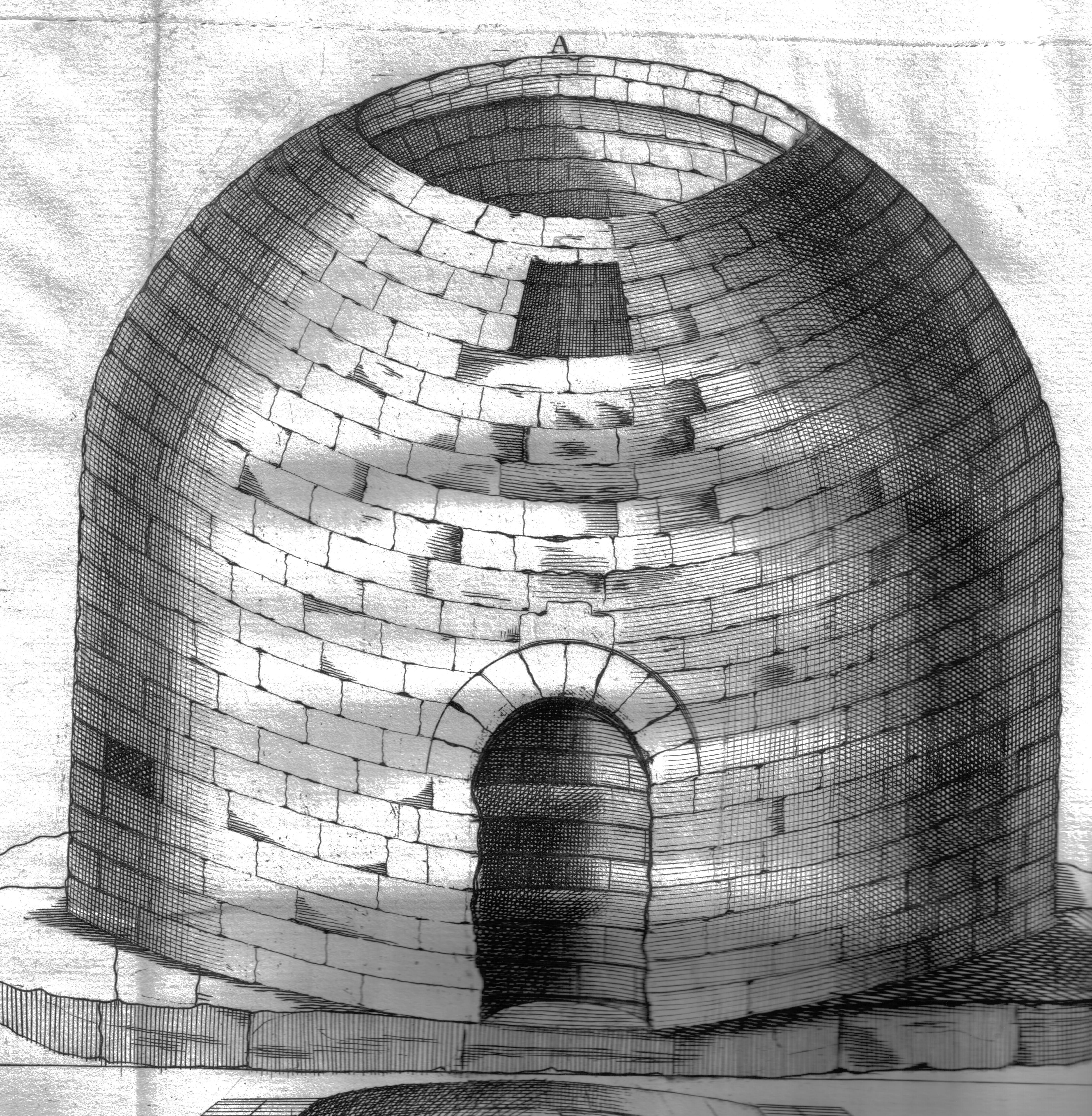

## خصوصیات
'استنواسمویر  ۱۰٬۱۹۰ نفر جمعیت دارد.